# Achamán
Achamán (auch Achuhuran) ist das höchste Wesen in der Mythologie der Ureinwohner von Teneriffa (Guanchen). Sie beteten mehrere Götter an und glaubten an ein höheres Wesen, das sie Achamán nannten. 
„El Teide“, ist die hispanisierte Form des Guanchen-Begriffes „Echeyde“. Er bezeichnet die Wohnung des bösen Dämonen Guayota, welcher, der Legende nach, den Sonnengott Magec eingefangen hatte und im Echeyde gefangen hielt. Die Dunkelheit erschreckte die Guanchen zutiefst und sie baten ihren obersten Gott, Achamán, um Hilfe. Dieser verjagte Guayota, befreite den Sonnengott Magec und verschloss die obere Öffnung des Echeyde mit einem Stopfen, dem sogenannten „Pan de Azúcar“ (Zuckerbrot) oder „Pitón“ (Zuckerhut).
Auf der Insel Gran Canaria trägt er den Namen Acoran, auf La Palma heißt er Abora.

## Hauptgottheiten der Guanchen (Teneriffa)
- Achamán: Gott des Himmels (Höchste Gottheit)
- Magec: Sonnengott
- Chaxiraxi: Muttergöttin
- Guayota: Dämon

## Referenzen
1. ↑  Guayota, el Maligno (Seite nicht mehr abrufbar, festgestellt im Februar 2023. Suche in Webarchiven)
2. ↑  Los primitivos habitantes de Canarias: la religión (Memento vom 15. September 2021 im Internet Archive)